# Brian Dennehy
Brian Manion Dennehy (Bridgeport, Connecticut, 9 de julio de 1938-New Haven, Connecticut, 15 de abril de 2020) fue un actor estadounidense, popular por sus numerosos papeles secundarios como villano en películas de acción y suspenso. También fue un experimentado actor de teatro, ganador de dos premios Tony, y de televisión, lo que le reportó un Globo de Oro.

## Biografía
Su carrera arrancó en la década de 1970 con películas de cierto riesgo creativo como Looking for Mr. Goodbar (con Diane Keaton). Su rostro se hizo popular con títulos de éxito comercial como 10, la mujer perfecta (1979), que lanzó a la fama a Bo Derek, First Blood (1982), protagonizada por Sylvester Stallone, y la saga de comedias de ciencia ficción Cocoon. 
Otros títulos a destacar de aquella época son F/X y Peligrosamente juntos (con Robert Redford y Debra Winger), ambas de 1986. También participó en proyectos como el wéstern Silverado (1985), de Lawrence Kasdan, película valorada como un clásico moderno del cine, y El vientre del arquitecto (1987), de Peter Greenaway.
También cabe destacar su papel en la comedia Tommy Boy (1995), en la que Dennehy interpreta a Thomas «Big Tom» Callahan Jr., quién es el dueño de la compañía ficticia «Callahan Auto Parts».
Tras volcarse más en el cine comercial, en 1990 recuperó pujanza con Presunto inocente, junto a Harrison Ford, y en 1994 rodó Camino de la fortuna, película producida por Clint Eastwood y donde Dennehy compartió protagonismo con Robert Duvall.

### Fallecimiento
Brian Dennehy falleció el 15 de abril de 2020 a los 81 años por un paro cardíaco causado por una sepsis.

## Filmografía

### Cine
- Day One (1989)
- The Blacklist (2020)
- Penny Dreadful: City of Angels (2020)
- Driveways (2019)
- La gaviota (2018)
- Tag (2018)
- El gran año (2011)
- Every Day de Richard Levine (2010)
- Los próximos tres días (2010)
- Cat City (2008)
- Marco Polo (2007, telefilm)
- El último regalo (2006)
- Asalto al Distrito 13 (2005)
- Three Blind Mice (Tres ratones ciegos, 2001, telefilm)
- Summer Catch (2001)
- Fail Safe (2000, telefilm)
- NetForce (1999)
- Sirens (1999)
- Thanks of a Grateful Nation (La guerra del Golfo, 1998, telefilm)
- Indefensible: The Truth About Edward Brannigan (Traición familiar, 1997, telefilm)
- Romeo y Julieta (1996)
- Dish Dogs (1995)
- Jack Reed: Death and Vengeance (Muerte y venganza, 1995, telefilme). También director y guionista
- Shadow of a Doubt (Juegos perversos, 1995, telefilm). También director y guionista.
- Jack Reed: One of Our Own (Jack Reed: Uno de los nuestros, 1995, telefilme). También director y guionista.
- Jack Reed: A Search for Justice (Buscando justicia, 1994, telefilme). También director y guionista.
- The Stars Fell on Henrietta (1994)
- Leave of Absence (1994)
- Testigo bajo sospecha (1993, telefilme)
- Prophet of Evil: The Ervil LeBaron Story (1993)
- Ilusiones rotas (1992)
- Gladiator (1992)
- FX2, ilusiones mortales (1991)
- Rising Son (1990, telefilme)
- The Last of the Finest, de John Mackenzie (Código azul, 1990)
- Presumed Innocent (1990)
- Más allá de la ambición (1990)
- Arma joven II: intrépidos forajidos (1990)
- A Killing in a Small Town (Implicación criminal, 1990)
- Siete minutos para morir (1989)
- Cocoon: el retorno (1988)
- Return to Snowy River (La saga del indomable, 1988)
- Best Seller, de John Flynn (1987)
- El vientre del arquitecto (1987)
- A Father's Revenge (1987)
- Peligrosamente juntos (1986)
- F/X (1986)
- Cocoon (1985)
- Twice in a Lifetime (La vida puede continuar, 1985)
- Silverado (1985)
- Never Cry Wolf (Los lobos no lloran, 1983)
- Gorky Park (1983)
- First Blood (1982)
- Little Miss Marker (El truhán y su prenda, 1980)
- 10, la mujer perfecta (1979)
- Foul Play (1978)
- F. I. S. T., de Norman Jewison (1978)
- Buscando al Sr. Goodbar, de Richard Brooks (1977)

### Teatro (Broadway)
- Desire Under the Elms (2009)
- Inherit the Wind (2007)
- Long Day's Journey Into Night (2003)
- Death of a Salesman (1999)
- Translations (1995)

## Trabajo en televisión
Ha actuado en series de televisión como Marco Polo (2007), donde interpretó a Kublai Khan. Otra, en la que probablemente sería su primera aparición en una pantalla, fue M.A.S.H., en un episodio de la quinta temporada. Su última aparición fue en la serie The Blacklist interpretando a Dominic Wilkinson, padre de Katarina Rostova (Laila Robins) y abuelo de Elizabeth Keen, interpretado por Megan Boone.

## Premios y nominaciones

### Premios Globo de Oro
| Año  | Categoría                           | Trabajo nominado    | Resultado | Ref.  |
| ---- | ----------------------------------- | ------------------- | --------- | ----- |
| 2001 | Mejor actor - Miniserie o telefilme | Death of a Salesman | Ganador   | [ 4 ] |

### Premios Primetime Emmy
| Año  | Categoría                                      | Trabajo nominado          | Resultado | Ref.  |
| ---- | ---------------------------------------------- | ------------------------- | --------- | ----- |
| 1990 | Mejor actor de reparto - Miniserie o telefilme | A Killing in a Small Town | Nominado  | [ 5 ] |
| 1992 | Mejor actor - Miniserie o telefilme            | To Catch a Killer         | Nominado  | [ 5 ] |
| 1992 | Mejor actor de reparto - Miniserie o telefilme | The Burden of Proof       | Nominado  | [ 5 ] |
| 1993 | Mejor actor de reparto - Miniserie o telefilme | Murder in the Heartland   | Nominado  | [ 5 ] |
| 2000 | Mejor actor - Miniserie o telefilme            | Death of a Salesman       | Nominado  | [ 5 ] |
| 2005 | Mejor actor de reparto - Miniserie o telefilme | Our Fathers               | Nominado  | [ 5 ] |

### Premios del Sindicato de Actores
| Año  | Categoría                           | Trabajo nominado    | Resultado | Ref.  |
| ---- | ----------------------------------- | ------------------- | --------- | ----- |
| 2001 | Mejor actor - Miniserie o telefilme | Death of a Salesman | Ganador   | [ 6 ] |

### Premios Tony
| Año  | Categoría                                   | Trabajo nominado              | Resultado | Ref.  |
| ---- | ------------------------------------------- | ----------------------------- | --------- | ----- |
| 1999 | Mejor actor principal en una obra de teatro | Death of a Salesman           | Ganador   | [ 7 ] |
| 2003 | Mejor actor principal en una obra de teatro | Long Day's Journey into Night | Ganador   | [ 7 ] |